# بخش جرقویه علیا
بخش جَرقویه علیا یکی از بخش‌های شهرستان جرقویه در استان اصفهان ایران است.

## پیشینه نام
نام جرقویه عربی‌شدهٔ گَرکویه فارسی است. گَر در فارسی به معنی کوه است و گرکویه به معنی محل کوهستانی.
برخی هم گفته‌اند "گر" به معنای ستایش می‌باشد و "کوی" به معنای محل و سرای می‌باشد که سرای ستایش به درستی منطبق بر آتشکدهٔ خاموش آن مکان می‌باشد وگرنه در دل کویر آن جا نه کوهی وجود دارد نه کوهستانی.

گویش مردم جرقویه یا همان گویش ورزنه ای ، گویشی است از شاخهٔ زبان‌های ایران مرکزی. زبان‌های ایران مرکزی خود شاخه‌ای از زبان‌های ایرانی شمال باختری هستند. زبان‌هایی مانند تاتی و گیلکی نیز به شاخهٔ ایرانی شمالی باختری تعلق دارند.

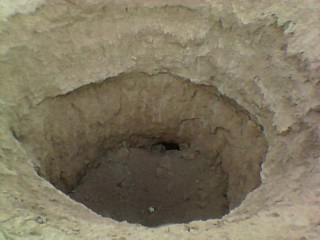
قنات‌های به جا مانده از دوران صفوی در نواحی اطراف جرقویه واقع در 60 کیلومتری جنوب شرقی اصفهان

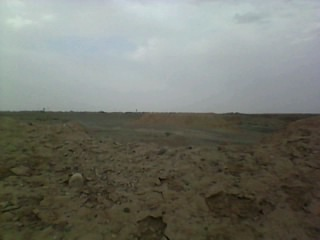
سلسله قنات‌های به جا مانده از دوران صفوی در بیابان‌های اطراف جرقویه واقع در 60 کیلومتری جنوب شرقی اصفهان

## تقسیمات کشوری
- بخش جرقویه علیا
  - دهستان جرقویه علیا
  - دهستان رامشه

شهر :  حسن‌آباد 

## جمعیت
براساس سرشماری عمومی نفوس و مسکن در سال ۱۳۹۵، جمعیت بخش جرقویه علیا برابر با ۱۴،۷۱۶ نفر بوده‌است.

## آب و هوا
این بخش دارای آب و هوای نیمه خشک بوده و دردشت استان اصفهان واقع شده‌است.

## کشاورزی
منطقهٔ جرقویه علیا دارای کشاورزی محدود که منابع آن معمولاً سفره‌های زیرزمینی قنات چاه و چشمه‌است.

## زبان
گویش مردم این منطقه اغلب محلی معروف به ولاتی است ولی در روستاهای رامشه ،احمدآباد جرقويه  و مالواجرد  فارسی و با لهجه شیرازی صحبت می‌کنند.